# Entorno inteligente
Un entorno inteligente es, de acuerdo con Mark Weiser, "un mundo físico que está ricamente entretejido e invisible con sensores, actuadores, visualizadores y elementos computacionales, integrados a la perfección en los objetos cotidianos de nuestras vidas, y que están conectados a través de una red continua".
Los entornos inteligentes se contemplan como el subproducto de la computación ubicua y la disponibilidad de potencia de cálculo económica, convirtiendo la interacción humana con el sistema en una experiencia agradable.

## Definición
Cook y Das, definen el entorno inteligente como "un pequeño mundo donde los diferentes tipos de dispositivos inteligentes están constantemente trabajando para hacer más cómoda la vida de los habitantes". Los entornos inteligentes tratan de satisfacer la experiencia de las personas de todos los ambientes, sustituyendo el trabajo peligroso, el trabajo físico, y las tareas repetitivas con agentes automatizados. Poslad
distingue tres tipos de entornos inteligentes para los sistemas, servicios y dispositivos: entornos informáticos virtuales (o distribuidos), entornos físicos y entornos humanos, o una combinación híbrida de éstos:
- Los entornos informáticos virtuales permiten a los dispositivos inteligentes acceder a los servicios pertinentes, en cualquier lugar y en cualquier momento.
- Los entornos físicos pueden incrustarse con una variedad de dispositivos inteligentes de diferentes tipos, incluyendo etiquetas, sensores y controladores y tienen diferentes factores de forma, que van desde tamaño nano a micro y a macro.
- Los entornos de los seres humanos: seres humanos, ya sea individual o colectivamente, forman inherentemente un entorno inteligente para los dispositivos. Sin embargo, los seres humanos pueden a su vez estar acompañados de dispositivos inteligentes como teléfonos móviles, utilizar dispositivos de montaje superficial (informática vestible -wearable computing) y contienen dispositivos integrados (por ejemplo, marcapasos para mantener un funcionamiento sano de corazón).

## Proyectos existentes
La Iniciativa de Investigación Doméstica Consciente (Aware Home Research Initiative) de Georgia Tech "está dedicada a la exploración multidisciplinaria de tecnologías y servicios emergentes basados en el hogar" y fue lanzado en 1998 como uno de los primeros "laboratorios vivientes."
El proyecto MavHome (Gestionando una Casa Versátil Adaptativa), en UT Arlington, es un entorno-laboratorio inteligente con algoritmos y protócolos de estado de la técnica, utilizados para proporcionar un entorno a medida, personalizado, a los usuarios de este espacio. El proyecto MavHome, además de proporcionar un ambiente seguro, quiere reducir el consumo de energía de los habitantes.
Otros proyectos incluyen House n en el the MIT Media Lab y muchos otros.